# Симакино (Рязанская область)
Симакино — деревня в Шиловском районе Рязанской области в составе Борковского сельского поселения.

## Географическое положение
Деревня Симакино расположена на Окско-Донской равнине на левом берегу реки Мышца в 40 км к северо-востоку от пгт Шилово. Расстояние от деревни до районного центра Шилово по автодороге — 51 км.
С севера, юга и востока деревня окружена значительными лесными массивами. К северу от Симакино находится урочище Лосина, к северо-востоку — урочище Симакинский карьер. Ближайшие населенные пункты — села Борки и Мышца.

## Население
| 1859 | 1906 | 2010 |
| ---- | ---- | ---- |
| 305  | ↗397 | ↘33  |

По данным переписи населения 2010 г. в деревне Симакино постоянно проживают 33 чел. (в 1992 г. — 61 чел.).

## История
Впервые деревня Симакино упоминается в Выписи из писцовых книг Василия Волынского и Семена Ступишина за 1578—1579 гг. при определении поместья Ноздруна Неронова. В окладных книгах по Касимову за 1676 г. сказано, что в деревне Симакино 
«помещиковых 3 двора, крестьянских 4 двора, да 5 дворов бобыльских».
К 1891 г., по данным И. В. Добролюбова, деревня Симакино относилась к приходу Спасской церкви села Борки.

## Транспорт
Деревня Симакино имеет выезд на проходящую поблизости автомобильную дорогу регионального значения Р125: «Ряжск — Касимов — Нижний Новгород».

## Достопримечательности
- Часовня и святой источник во имя святого преподобного Серафима Саровского.[6]